# Aphis rheicola
Aphis rheicola är en insektsart. Aphis rheicola ingår i släktet Aphis och familjen långrörsbladlöss. Inga underarter finns listade i Catalogue of Life.